# Campanile sera
Campanile sera (Español: Campanario tarde) es el título italiano del primer concurso televisivo de la televisión pública italiana, transmitido en los años 1959-1962.
Empezó el 5 de noviembre de 1959 en la Rai, el primero canal Rai 1 (entonces llamado "Programa Nacional"), el jueves a las 9 de la noche. El programa tuvo un éxito clamoroso, tanto que fue transmitido por más de cien episodios hasta el 2 de octubre de 1962. El éxito hizo sí que el formato, como lo llamaríamos hoy, fuera vendido en Francia, donde fue rebautizado Intervilles (Entre ciudades), del que, a su vez, derivó Juegos sin fronteras. Los presentadores fueron entre los más conocidos, como Mike Bongiorno, Renato Tagliani, en fin reemplazado por Enza Sampò, y Enzo Tortora.

## Mecanismo del juego
Fue el primero ejemplo de concurso y juego colectivo en la televisión italiana con la posibilidad de adivinar preguntas al público en la transmisión y a aquel de casa. El mecanismo del juego era basado sobre preguntas revueltas a concurrentes de una localidad del Norte Italia y una del Sur Italia, a los que estaban juntadas diversas pruebas de confrontación también atléticas.

## Importancia del juego
El juego permitió en la televisión pública italiana, nacida en el 1954 la visión al público de su propia nación todavía fragmentada en entidades lingüísticas y culturales muy distantes,  especialmente entre pueblos de norte y sur. Gracias al juego el público vino a conocimiento de la realidad de los pequeños ayuntamientos por medio de los filmados que empezaban cada episodio del juego, cada jueves, con la descripción de los paisajes y las realidades productivas de pueblos y ciudades en competición.